# 坂梨亜里咲
坂梨 亜里咲（さかなし ありさ、1990年〈平成2年〉1月12日 - ）は、日本の女性起業家・実業家。mederi株式会社 代表取締役社長。兄はテレビ西日本のアナウンサーの坂梨公俊。

## 経歴
宮崎県出身。大学時代は読者モデルをしつつ、3人組ユニットで歌手デビュー。大学4年生より2年間、宮崎サンシャインレディとして活動。
明治大学文学部卒業後、ファッション通販サイト及びECコンサルティング会社（ルビー・グループ株式会社）に入社し、マーケティング及びECオペレーションを担当。
2014年
- ロケットベンチャー株式会社（現4MEEE）に初期メンバーとして参画[6]
- 女性向けwebメディア「4MEEE」の立ち上げに従事 。ディレクター就任[7]
- 3月　ベルマーレクイーンとしてPRやイベントに参加[8]

2016年
- 1月　フリーランスを半年経験[9][注釈 2]。復帰後、COOに就任[10][11]

2018年
- 3月　4MEEE株式会社に社名変更に併せて代表取締役社長に就任[12]。メディア運営と経営を担当。就任後、1年で黒字化を達成[13][14]

2019年
- 8月　自身の不妊治療経験から「女性の心と体のバランスを整えるヘルスケアサービス」を提供するmederi株式会社を設立[15]
- 12月　4MEEE株式会社を任期満了に伴い退任[15]

2020年
- 9月　APT Women第5期生に採択[16]

2021年
- 1月　前澤友作氏設立の"前澤ファンド"から出資を受ける[17][注釈 3]

2022年
- 9月　第21回女性起業家大賞 スタートアップ部門 奨励賞 受賞[18]

2023年
- 12月　女児を出産[19]

## 人物・エピソード
- 26歳から始めた自身の不妊治療経験が起業の大きな動機となった[20][21]
- 経済的・時間的な負担が大きく、自身の身体に関する知識不足を痛感した経験を持つ[22]
- 「すべての女性に、自分の身体を“愛でて”ほしい」「望むタイミングで妊娠・出産・キャリアを実現できる社会にしたい」という思いで、mederi株式会社を設立[21]
- mederiには「私を愛でる」「お互いが愛であえる社会にしたい」という思いと、医療（medical）との連携を重視する姿勢が込められている [21]
- 妊産婦食アドバイザーの資格を保有[23]
- 自身を「選んだ道を正解にするために壁を突破する」『正解にする力』が強いと考えている[22]
- 好きな名言は、漫画ドラえもんの45年後ののび太の言葉『きみはこれからも何度もつまずく。でもそのたびに立ち直る強さももってるんだよ』[22][24]

## 出演・登壇
| 出演・登壇日 | 媒体・イベント名                                  | 種類                  | 参照情報      |
| 2025-03-09   | 日本経済新聞                                      | 記事掲載              | [ 25 ]        |
| 2025-01-24   | Deloitte Technology Fast 50 2024 Japan (Award)    | 受賞・報道            | [ 26 ]        |
| 2025-01      | PROTO (TOKYO FM ミュージックバード番組)           | ラジオ出演            | [ 27 ]        |
| 2024-06-20   | NewsPicks                                         | インタビュー記事/出演 | [ 28 ]        |
| 2024-06-19   | How!? Direct.2024                                 | イベント登壇          | [ 29 ]        |
| 2024-04-15   | VERY NaVY 5月号                                   | 記事掲載              | [ 30 ]        |
| 2024-04-15   | 25ans 5月号                                       | 記事掲載              | [ 31 ]        |
| 2024-04-15   | VERY 4月号                                        | インタビュー記事      | [ 32 ]        |
| 2024-01-10   | YouTubeチャンネル「通販の虎」                     | 動画出演              | [ 33 ]        |
| 2024-01-09   | ベンチャー.jp (アットオフィス運営)                | インタビュー記事      | [ 34 ]        |
| 2023-11-10   | SIW (SOCIAL INNOVATION WEEK) 2023                 | イベント登壇          | [ 35 ]        |
| 2023-09-20   | THE Leader                                        | インタビュー記事      | [ 21 ]        |
| 2023-06-12   | キャリアパーク就職エージェントのキャリア地図      | インタビュー記事      | [ 36 ]        |
| 2023-06-07   | FYTTE                                             | インタビュー記事      | [ 37 ]        |
| 2023-06-07   | Harper’s BAZAAR                                   | インタビュー記事      | [ 38 ]        |
| 2023-01-24   | Forbes JAPAN                                      | 記事掲載              | [ 39 ]        |
| 2022-08-03   | TBSテレビ「ミライカプセル」                       | テレビ出演            | [ 40 ]        |
| 2022-05-30   | 日経ビジネス                                      | インタビュー記事      | [ 41 ]        |
| 2022-05-29   | ミチカケ・ウェルネスアクションvol.1フェムテック展 | イベント登壇          | [ 42 ]        |
| 2022-02-03   | Sports for Social                                 | インタビュー記事      | [ 43 ] [ 44 ] |
| 2021-03-08   | ELLEgirl                                          | インタビュー記事      | [ 45 ]        |
| 2020-11-18   | 日経doors                                         | インタビュー記事      | [ 46 ]        |
| 2020-11-12   | SOCIAL INNOVATION WEEK SHIBUYA 2020               | イベント登壇          | [ 47 ]        |
| 2020-10-28   | Media Innovation                                  | インタビュー記事      | [ 48 ]        |
| 2020-05-27   | WWD.JAPAN                                         | インタビュー記事      |               |
| 2020-05-25   | GOETHE 6・7月合併号                               | インタビュー記事      | [ 49 ]        |
| 2020-04-27   | 日本流通産業新聞社                                | インタビュー記事      | [ 50 ]        |
| 2020-03-24   | キャリアハック                                    | インタビュー記事      | [ 51 ]        |
| 2020-03-19   | BeautyTech.jp                                     | インタビュー記事      | [ 52 ]        |
| 2020-03-19   | TechCrunch Japan                                  | インタビュー記事      | [ 53 ]        |
| 2020-02-21   | U-29                                              | インタビュー記事      | [ 9 ]         |
| ー           | 日本テレビ News every. (YouTube/Podcast)          | 動画/Podcast出演      | [ 54 ]        |

## 受賞歴
- 第21回 女性起業家大賞 スタートアップ部門 奨励賞受賞（2022年）[18]